# Coppa del Mondo di freestyle 2018
La Coppa del Mondo di freestyle 2018, in seguito all'annullamento dell'evento in programma a El Colorado il 5 agosto, è iniziata il 25 agosto 2017 a Cardrona, in Nuova Zelanda, e si è conclusa il 24 marzo 2018 a Québec, in Canada. La Coppa del Mondo organizzata dalla FIS prevedeva 6 discipline: salti, gobbe, halfpipe, ski cross, slopestyle e big air. Oltre alla Coppa del Mondo generale, sono state assegnate anche le Coppe del Mondo delle singole specialità.
Hanno conquistato la Coppa del Mondo generale il canadese Mikaël Kingsbury tra gli uomini, alla sua settima vittoria consecutiva, e la svedese Sandra Näslund tra le donne.

## Uomini

### Risultati
| Data                 | Località               | Nazione       | Spec.                         | Primo                                     | Secondo                                              | Terzo                                            |
| -------------------- | ---------------------- | ------------- | ----------------------------- | ----------------------------------------- | ---------------------------------------------------- | ------------------------------------------------ |
| 5 agosto 2017        | El Colorado            | Cile          | BA                            | annullata                                 | annullata                                            | annullata                                        |
| 27 agosto 2017       | Cardrona               | Nuova Zelanda | SS                            | James Woods                               | Andri Ragettli                                       | Fabian Bösch                                     |
| 1º settembre 2017    | Cardrona               | Nuova Zelanda | HP                            | Alex Ferreira                             | Kevin Rolland                                        | Simon d'Artois                                   |
| 3 novembre 2017      | Copenaghen             | Danimarca     | BA                            | annullata                                 | annullata                                            | annullata                                        |
| 18 novembre 2017     | Milano                 | Italia        | BA                            | Elias Ambühl                              | Hugo Burvall                                         | Andri Ragettli                                   |
| 26 novembre 2017     | Alpi dello Stubai      | Austria       | SS                            | Øystein Bråten                            | Evan McEachran                                       | Colby Stevenson                                  |
| 1º dicembre 2017     | Mönchengladbach        | Germania      | BA                            | Christian Nummedal                        | Oscar Wester                                         | Øystein Bråten                                   |
| 8 dicembre 2017      | Copper Mountain        | Stati Uniti   | HP                            | David Wise                                | Noah Bowman                                          | Simon d'Artois                                   |
| 7 dicembre 2017      | Val Thorens            | Francia       | SX                            | Christopher Del Bosco                     | Arnaud Bovolenta                                     | Terence Tchiknavorian                            |
| 9 dicembre 2017      | Val Thorens            | Francia       | SX                            | annullata                                 | annullata                                            | annullata                                        |
| 9 dicembre 2017      | Ruka                   | Finlandia     | MO                            | Mikaël Kingsbury                          | Dmitriy Reiherd                                      | Pavel Kolmakov                                   |
| 12 dicembre 2017     | Arosa                  | Svizzera      | SX                            | Viktor Andersson                          | Kevin Drury                                          | Victor Öhling Norberg                            |
| 15 dicembre 2017     | Montafon               | Austria       | SX                            | Sergej Ridzik                             | Terence Tchiknavorian                                | Jean-Frédéric Chapuis                            |
| 16 dicembre 2017     | Secret Garden          | Cina          | AE                            | Jia Zongyang                              | Maksim Huscik                                        | Lewis Irving                                     |
| 17 dicembre 2017     | Secret Garden          | Cina          | AE                            | Jia Zongyang                              | Qi Guangpu                                           | Anton Kušnir                                     |
| 17 dicembre 2017     | Secret Garden          | Cina          | AET                           | Cina I Xu Mengtao Qi Guangpu Jia Zongyang | Australia Samantha Wells Danielle Scott David Morris | Russia Ljubov' Nikitina Il'ja Burov Maksim Burov |
| 21 dicembre 2017     | San Candido            | Italia        | SX                            | Marc Bischofberger                        | Christoph Wahrstötter                                | Thomas Zangerl                                   |
| 22 dicembre 2017     | San Candido            | Italia        | SX                            | Marc Bischofberger                        | Viktor Andersson                                     | Alex Fiva                                        |
| 21 dicembre 2017     | Thaiwoo                | Cina          | MO                            | Mikaël Kingsbury                          | Matt Graham                                          | Troy Murphy                                      |
| 22 dicembre 2017     | Thaiwoo                | Cina          | MO                            | Mikaël Kingsbury                          | Dmitriy Reiherd                                      | Matt Graham                                      |
| 22 dicembre 2017     | Secret Garden          | Cina          | HP                            | Thomas Krief                              | Joel Gisler                                          | Robin Briguet                                    |
| 23 dicembre 2017     | Font-Romeu-Odeillo-Via | Francia       | SS                            | Oscar Wester                              | Ferdinand Dahl                                       | Øystein Bråten                                   |
| 6 gennaio 2018       | Mosca                  | Russia        | AE                            | Anton Kušnir                              | Il'ja Burov                                          | Stanislav Nikitin                                |
| 6 gennaio 2018       | Calgary                | Canada        | MO                            | Mikaël Kingsbury                          | Dmitriy Reiherd                                      | Matt Graham                                      |
| 10 gennaio 2018      | Deer Valley            | Stati Uniti   | MO                            | Mikaël Kingsbury                          | Shō Endō                                             | Bradley Wilson                                   |
| 11 gennaio 2018      | Deer Valley            | Stati Uniti   | MO                            | Mikaël Kingsbury                          | Dmitriy Reiherd                                      | Matt Graham                                      |
| 12 gennaio 2018      | Deer Valley            | Stati Uniti   | AE                            | Maksim Burov                              | Qi Guangpu                                           | Anton Kušnir                                     |
| 12 gennaio 2018      | Snowmass               | Stati Uniti   | HP                            | David Wise                                | Alex Ferreira                                        | Aaron Blunck                                     |
| 13 gennaio 2018      | Snowmass               | Stati Uniti   | SS                            | Andri Ragettli                            | Ferdinand Dahl                                       | Øystein Bråten                                   |
| 13 gennaio 2018      | Idre                   | Svezia        | SX                            | Alex Fiva                                 | Marc Bischofberger                                   | Jean-Frédéric Chapuis                            |
| 14 gennaio 2018      | Idre                   | Svezia        | SX                            | Jean-Frédéric Chapuis                     | Alex Fiva                                            | Jonas Devouassoux                                |
| 19 gennaio 2018      | Mammoth Mountain       | Stati Uniti   | HP                            | Kyle Smaine                               | Alex Ferreira                                        | Torin Yater-Wallace                              |
| 21 gennaio 2018      | Mammoth Mountain       | Stati Uniti   | SS                            | Teal Harle                                | Andri Ragettli                                       | Evan McEachran                                   |
| 19 gennaio 2018      | Lake Placid            | Stati Uniti   | AE                            | Jia Zongyang                              | Oleksandr Abramenko                                  | Olivier Rochon                                   |
| 20 gennaio 2018      | Lake Placid            | Stati Uniti   | AE                            | Maksim Burov                              | Anton Kušnir                                         | Naoya Tabara                                     |
| 20 gennaio 2018      | Nakiska                | Canada        | SX                            | Paul Eckert                               | Christoph Wahrstötter                                | Marc Bischofberger                               |
| 20 gennaio 2018      | Mont Tremblant         | Canada        | MO                            | Ikuma Horishima                           | Mikaël Kingsbury                                     | Dmitriy Reiherd                                  |
| 9 - 25 febbraio 2018 | Pyeongchang            | Corea del Sud | Olimpiadi di Pyeongchang 2018 | Olimpiadi di Pyeongchang 2018             | Olimpiadi di Pyeongchang 2018                        | Olimpiadi di Pyeongchang 2018                    |
| 3 marzo 2018         | Silvaplana             | Svizzera      | SS                            | Alexander Hall                            | Andri Ragettli                                       | Ferdinand Dahl                                   |
| 3 marzo 2018         | Sunny Valley           | Russia        | SX                            | Jonas Lenherr                             | Kevin Drury                                          | Jean-Frédéric Chapuis                            |
| 4 marzo 2018         | Sunny Valley           | Russia        | SX                            | Kevin Drury                               | Jonas Lenherr                                        | Filip Flisar                                     |
| 3 marzo 2018         | Tazawako               | Giappone      | MO                            | Ikuma Horishima                           | Mikaël Kingsbury                                     | Dmitriy Reiherd                                  |
| 4 marzo 2018         | Tazawako               | Giappone      | DM                            | Ikuma Horishima                           | Mikaël Kingsbury                                     | Dmitriy Reiherd                                  |
| 10 marzo 2018        | Airolo                 | Svizzera      | DM                            | annullata                                 | annullata                                            | annullata                                        |
| 16 marzo 2018        | Alpe di Siusi          | Italia        | SS                            | Nicholas Goepper                          | Andri Ragettli                                       | James Woods                                      |
| 17 marzo 2018        | Megève                 | Francia       | SX                            | annullata                                 | annullata                                            | annullata                                        |
| 18 marzo 2018        | Megève                 | Francia       | DM                            | Mikaël Kingsbury                          | Benjamin Cavet                                       | Bradley Wilson                                   |
| 22 marzo 2018        | Tignes                 | Francia       | HP                            | Noah Bowman                               | Alex Ferreira                                        | Simon d'Artois                                   |
| 24 marzo 2018        | Québec                 | Canada        | BA                            | Christian Nummedal                        | Hugo Burvall                                         | Teal Harle                                       |

Legenda: 

AE = Salti 

BA = Big air 

HP = Halfpipe 

MO = Gobbe 

DM = Gobbe in parallelo 

SS = Slopestyle 

SX = Ski cross 

T = gara a squadre

### Classifiche

#### Generale
| Pos. | Nome               | Nazione     | Punti |
| ---- | ------------------ | ----------- | ----- |
| 1    | Mikaël Kingsbury   | Canada      | 94,00 |
| 2    | Alex Ferreira      | Stati Uniti | 60,33 |
| 3    | Andri Ragettli     | Svizzera    | 60,00 |
| 4    | Maksim Burov       | Russia      | 59,17 |
| 5    | Dmitriy Reiherd    | Kazakistan  | 58,50 |
| 6    | Jia Zongyang       | Cina        | 54,83 |
| 7    | Anton Kušnir       | Bielorussia | 53,33 |
| 8    | David Wise         | Stati Uniti | 46,50 |
| 9    | Marc Bischofberger | Svizzera    | 46,20 |
| 10   | Christian Nummedal | Norvegia    | 45,80 |

#### Salti
| Pos. | Nome          | Nazione     | Punti |
| ---- | ------------- | ----------- | ----- |
| 1    | Maksim Burov  | Russia      | 355   |
| 2    | Jia Zongyang  | Cina        | 329   |
| 3    | Anton Kušnir  | Bielorussia | 320   |
| 4    | Maksim Huscik | Bielorussia | 267   |
| 5    | Qi Guangpu    | Cina        | 254   |

#### Gobbe
| Pos. | Nome             | Nazione    | Punti |
| ---- | ---------------- | ---------- | ----- |
| 1    | Mikaël Kingsbury | Canada     | 940   |
| 2    | Dmitriy Reiherd  | Kazakistan | 585   |
| 3    | Ikuma Horishima  | Giappone   | 441   |
| 4    | Shō Endō         | Giappone   | 342   |
| 5    | Matt Graham      | Australia  | 334   |

#### Skicross
| Pos. | Nome                  | Nazione  | Punti |
| ---- | --------------------- | -------- | ----- |
| 1    | Marc Bischofberger    | Svizzera | 462   |
| 2    | Jean-Frédéric Chapuis | Francia  | 403   |
| 3    | Kevin Drury           | Canada   | 398   |
| 4    | Alex Fiva             | Svizzera | 349   |
| 5    | Sergej Ridzik         | Russia   | 325   |

#### Halfpipe
| Pos. | Nome           | Nazione     | Punti |
| ---- | -------------- | ----------- | ----- |
| 1    | Alex Ferreira  | Stati Uniti | 362   |
| 2    | David Wise     | Stati Uniti | 279   |
| 3    | Noah Bowman    | Canada      | 230   |
| 4    | Simon d'Artois | Canada      | 204   |
| 5    | Birk Irving    | Stati Uniti | 192   |

#### Slopestyle
| Pos. | Nome           | Nazione     | Punti |
| ---- | -------------- | ----------- | ----- |
| 1    | Andri Ragettli | Svizzera    | 420   |
| 2    | Ferdinand Dahl | Norvegia    | 277   |
| 3    | Oscar Wester   | Svezia      | 272   |
| 4    | James Woods    | Regno Unito | 229   |
| 5    | Øystein Bråten | Norvegia    | 225   |

#### Big air
| Pos. | Nome               | Nazione   | Punti |
| ---- | ------------------ | --------- | ----- |
| 1    | Christian Nummedal | Norvegia  | 229   |
| 2    | Elias Ambühl       | Svizzera  | 179   |
| 3    | Hugo Burvall       | Svezia    | 174   |
| 4    | Jonas Hunziker     | Svizzera  | 121   |
| 5    | Elias Syrjä        | Finlandia | 115   |

#### Cross Alps Tour
| Pos. | Nome                  | Nazione  | Punti |
| ---- | --------------------- | -------- | ----- |
| 1    | Marc Bischofberger    | Svizzera | 302   |
| 2    | Terence Tchiknavorian | Francia  | 216   |
| 3    | Viktor Andersson      | Svezia   | 211   |
| 4    | Sergej Ridzik         | Russia   | 194   |
| 5    | Kevin Drury           | Canada   | 159   |

## Donne

### Risultati
| Data                 | Località               | Nazione       | Spec.                         | Prima                                     | Seconda                                              | Terza                                            |
| -------------------- | ---------------------- | ------------- | ----------------------------- | ----------------------------------------- | ---------------------------------------------------- | ------------------------------------------------ |
| 5 agosto 2017        | El Colorado            | Cile          | BA                            | annullata                                 | annullata                                            | annullata                                        |
| 27 agosto 2017       | Cardrona               | Nuova Zelanda | SS                            | Kelly Sildaru                             | Giulia Tanno                                         | Jennie-Lee Burmansson                            |
| 1º settembre 2017    | Cardrona               | Nuova Zelanda | HP                            | Cassie Sharpe                             | Kelly Sildaru                                        | Marie Martinod                                   |
| 3 novembre 2017      | Copenaghen             | Danimarca     | BA                            | annullata                                 | annullata                                            | annullata                                        |
| 18 novembre 2017     | Milano                 | Italia        | BA                            | Coline Ballet-Baz                         | Johanne Killi                                        | Giulia Tanno                                     |
| 26 novembre 2017     | Alpi dello Stubai      | Austria       | SS                            | Jennie-Lee Burmansson                     | Katie Summerhayes                                    | Caroline Claire                                  |
| 1º dicembre 2017     | Mönchengladbach        | Germania      | BA                            | Giulia Tanno                              | Sarah Höfflin                                        | Dominique Ohaco                                  |
| 8 dicembre 2017      | Copper Mountain        | Stati Uniti   | HP                            | Marie Martinod                            | Devin Logan                                          | Zhang Kexin                                      |
| 7 dicembre 2017      | Val Thorens            | Francia       | SX                            | Sandra Näslund                            | Heidi Zacher                                         | Kelsey Serwa                                     |
| 9 dicembre 2017      | Val Thorens            | Francia       | SX                            | annullata                                 | annullata                                            | annullata                                        |
| 9 dicembre 2017      | Ruka                   | Finlandia     | MO                            | Britteny Cox                              | Audrey Robichaud                                     | Marika Pertachija                                |
| 12 dicembre 2017     | Arosa                  | Svizzera      | SX                            | Sandra Näslund                            | Heidi Zacher                                         | Brittany Phelan                                  |
| 15 dicembre 2017     | Montafon               | Austria       | SX                            | Fanny Smith                               | Heidi Zacher                                         | Sandra Näslund                                   |
| 16 dicembre 2017     | Secret Garden          | Cina          | AE                            | Hanna Hus'kova                            | Xu Mengtao                                           | Ashley Caldwell                                  |
| 17 dicembre 2017     | Secret Garden          | Cina          | AE                            | Danielle Scott                            | Xu Mengtao                                           | Kristina Spiridonova                             |
| 17 dicembre 2017     | Secret Garden          | Cina          | AET                           | Cina I Xu Mengtao Qi Guangpu Jia Zongyang | Australia Samantha Wells Danielle Scott David Morris | Russia Ljubov' Nikitina Il'ja Burov Maksim Burov |
| 21 dicembre 2017     | San Candido            | Italia        | SX                            | Heidi Zacher                              | Georgia Simmerling                                   | Sandra Näslund                                   |
| 22 dicembre 2017     | San Candido            | Italia        | SX                            | Sandra Näslund                            | Marielle Berger Sabbatel                             | Georgia Simmerling                               |
| 21 dicembre 2017     | Thaiwoo                | Cina          | MO                            | Jaelin Kauf                               | Julija Galyševa                                      | Andi Naude                                       |
| 22 dicembre 2017     | Thaiwoo                | Cina          | MO                            | Julija Galyševa                           | Jaelin Kauf                                          | Andi Naude                                       |
| 22 dicembre 2017     | Secret Garden          | Cina          | HP                            | Zhang Kexin                               | Yurie Watabe                                         | Valerija Demidova                                |
| 23 dicembre 2017     | Font-Romeu-Odeillo-Via | Francia       | SS                            | Tess Ledeux                               | Jennie-Lee Burmansson                                | Tiril Sjåstad Christiansen                       |
| 6 gennaio 2018       | Mosca                  | Russia        | AE                            | Kiley McKinnon                            | Aljaksandra Ramanoŭskaja                             | Aleksandra Orlova                                |
| 6 gennaio 2018       | Calgary                | Canada        | MO                            | Britteny Cox                              | Perrine Laffont                                      | Justine Dufour-Lapointe                          |
| 10 gennaio 2018      | Deer Valley            | Stati Uniti   | MO                            | Perrine Laffont                           | Jaelin Kauf                                          | Morgan Schild                                    |
| 11 gennaio 2018      | Deer Valley            | Stati Uniti   | MO                            | Jaelin Kauf                               | Perrine Laffont                                      | Morgan Schild                                    |
| 12 gennaio 2018      | Deer Valley            | Stati Uniti   | AE                            | Xu Mengtao                                | Kristina Spiridonova                                 | Kong Fanyu                                       |
| 12 gennaio 2018      | Snowmass               | Stati Uniti   | HP                            | Cassie Sharpe                             | Brita Sigourney                                      | Ayana Onozuka                                    |
| 13 gennaio 2018      | Snowmass               | Stati Uniti   | SS                            | Johanne Killi                             | Maggie Voisin                                        | Isabel Atkin                                     |
| 13 gennaio 2018      | Idre                   | Svezia        | SX                            | Sandra Näslund                            | Marielle Berger Sabbatel                             | India Sherret                                    |
| 14 gennaio 2018      | Idre                   | Svezia        | SX                            | Sandra Näslund                            | Fanny Smith                                          | Heidi Zacher                                     |
| 19 gennaio 2018      | Mammoth Mountain       | Stati Uniti   | HP                            | Brita Sigourney                           | Maddie Bowman                                        | Devin Logan                                      |
| 21 gennaio 2018      | Mammoth Mountain       | Stati Uniti   | SS                            | Tiril Sjåstad Christiansen                | Jennie-Lee Burmansson                                | Caroline Claire                                  |
| 19 gennaio 2018      | Lake Placid            | Stati Uniti   | AE                            | Lydia Lassila                             | Hanna Hus'kova                                       | Laura Peel                                       |
| 20 gennaio 2018      | Lake Placid            | Stati Uniti   | AE                            | Xu Mengtao                                | Lydia Lassila                                        | Laura Peel                                       |
| 20 gennaio 2018      | Nakiska                | Canada        | SX                            | Sandra Näslund                            | Marielle Berger Sabbatel                             | Alizée Baron                                     |
| 20 gennaio 2018      | Mont Tremblant         | Canada        | MO                            | Justine Dufour-Lapointe                   | Andi Naude                                           | Julija Galyševa                                  |
| 9 - 25 febbraio 2018 | Pyeongchang            | Corea del Sud | Olimpiadi di Pyeongchang 2018 | Olimpiadi di Pyeongchang 2018             | Olimpiadi di Pyeongchang 2018                        | Olimpiadi di Pyeongchang 2018                    |
| 3 marzo 2018         | Silvaplana             | Svizzera      | SS                            | Tess Ledeux                               | Johanne Killi                                        | Jennie-Lee Burmansson                            |
| 3 marzo 2018         | Sunny Valley           | Russia        | SX                            | Fanny Smith                               | Brittany Phelan                                      | Katrin Ofner                                     |
| 4 marzo 2018         | Sunny Valley           | Russia        | SX                            | Sandra Näslund                            | Brittany Phelan                                      | Fanny Smith                                      |
| 3 marzo 2018         | Tazawako               | Giappone      | MO                            | Perrine Laffont                           | Justine Dufour-Lapointe                              | Keaton McCargo                                   |
| 4 marzo 2018         | Tazawako               | Giappone      | DM                            | Tess Johnson                              | Britteny Cox                                         | Laura Grasemann                                  |
| 10 marzo 2018        | Airolo                 | Svizzera      | DM                            | annullata                                 | annullata                                            | annullata                                        |
| 16 marzo 2018        | Alpe di Siusi          | Italia        | SS                            | Caroline Claire                           | Isabel Atkin                                         | Yuki Tsubota                                     |
| 17 marzo 2018        | Megève                 | Francia       | SX                            | annullata                                 | annullata                                            | annullata                                        |
| 18 marzo 2018        | Megève                 | Francia       | DM                            | Jaelin Kauf                               | Perrine Laffont                                      | Justine Dufour-Lapointe                          |
| 22 marzo 2018        | Tignes                 | Francia       | HP                            | Cassie Sharpe                             | Marie Martinod                                       | Brita Sigourney                                  |
| 24 marzo 2018        | Québec                 | Canada        | BA                            | Dara Howell                               | Silvia Bertagna                                      | Megan Cressey                                    |

Legenda: 

AE = Salti 

BA = Big air 

HP = Halfpipe 

MO = Gobbe 

DM = Gobbe in parallelo 

SS = Slopestyle 

SX = Ski cross 

T = gara a squadre

### Classifiche

#### Generale
| Pos. | Nome                  | Nazione     | Punti |
| ---- | --------------------- | ----------- | ----- |
| 1    | Sandra Näslund        | Svezia      | 87,00 |
| 2    | Xu Mengtao            | Cina        | 67,50 |
| 3    | Jennie-Lee Burmansson | Svezia      | 64,14 |
| 4    | Perrine Laffont       | Francia     | 60,70 |
| 5    | Hanna Hus'kova        | Bielorussia | 60,17 |
| 6    | Jaelin Kauf           | Stati Uniti | 56,10 |
| 7    | Cassie Sharpe         | Canada      | 54,83 |
| 8    | Fanny Smith           | Svizzera    | 53,90 |
| 9    | Brita Sigourney       | Stati Uniti | 51,00 |
| 10   | Brittany Phelan       | Canada      | 48,90 |

#### Salti
| Pos. | Nome                     | Nazione     | Punti |
| ---- | ------------------------ | ----------- | ----- |
| 1    | Xu Mengtao               | Cina        | 405   |
| 2    | Hanna Hus'kova           | Bielorussia | 361   |
| 3    | Kristina Spiridonova     | Russia      | 237   |
| 4    | Aljaksandra Ramanoŭskaja | Bielorussia | 211   |
| 5    | Lydia Lassila            | Australia   | 200   |

#### Gobbe
| Pos. | Nome                    | Nazione     | Punti |
| ---- | ----------------------- | ----------- | ----- |
| 1    | Perrine Laffont         | Francia     | 607   |
| 2    | Jaelin Kauf             | Stati Uniti | 561   |
| 3    | Britteny Cox            | Australia   | 467   |
| 4    | Andi Naude              | Canada      | 462   |
| 5    | Justine Dufour-Lapointe | Canada      | 454   |

#### Skicross
| Pos. | Nome                     | Nazione  | Punti |
| ---- | ------------------------ | -------- | ----- |
| 1    | Sandra Näslund           | Svezia   | 870   |
| 2    | Fanny Smith              | Svizzera | 539   |
| 3    | Brittany Phelan          | Canada   | 489   |
| 4    | Heidi Zacher             | Germania | 474   |
| 5    | Marielle Berger Sabbatel | Francia  | 422   |

#### Halfpipe
| Pos. | Nome            | Nazione     | Punti |
| ---- | --------------- | ----------- | ----- |
| 1    | Cassie Sharpe   | Canada      | 329   |
| 2    | Brita Sigourney | Stati Uniti | 306   |
| 3    | Zhang Kexin     | Cina        | 264   |
| 4    | Maddie Bowman   | Stati Uniti | 260   |
| 5    | Marie Martinod  | Francia     | 241   |

#### Slopestyle
| Pos. | Nome                  | Nazione     | Punti |
| ---- | --------------------- | ----------- | ----- |
| 1    | Jennie-Lee Burmansson | Svezia      | 449   |
| 2    | Johanne Killi         | Norvegia    | 270   |
| 3    | Caroline Claire       | Stati Uniti | 245   |
| 4    | Tess Ledeux           | Francia     | 236   |
| 5    | Anastasia Tatalina    | Russia      | 230   |

#### Big air
| Pos. | Nome              | Nazione  | Punti |
| ---- | ----------------- | -------- | ----- |
| 1    | Silvia Bertagna   | Italia   | 162   |
| 2    | Giulia Tanno      | Svizzera | 160   |
| 3    | Dominique Ohaco   | Cile     | 155   |
| 4    | Sarah Höfflin     | Svizzera | 130   |
| 5    | Coline Ballet-Baz | Francia  | 100   |
| 5    | Dara Howell       | Canada   | 100   |

#### Cross Alps Tour
| Pos. | Nome               | Nazione  | Punti |
| ---- | ------------------ | -------- | ----- |
| 1    | Sandra Näslund     | Svezia   | 420   |
| 2    | Heidi Zacher       | Germania | 385   |
| 3    | Georgia Simmerling | Canada   | 255   |
| 4    | Fanny Smith        | Svizzera | 223   |
| 5    | Brittany Phelan    | Canada   | 203   |

## Coppa delle Nazioni
| Pos. | Nazione     | Punti |
| ---- | ----------- | ----- |
| 1    | Canada      | 6738  |
| 2    | Stati Uniti | 5381  |
| 3    | Francia     | 4360  |
| 4    | Svizzera    | 4108  |
| 5    | Svezia      | 3442  |